# 吳天顯
吳健彰（1791年—1866年7月），譜名健彰，又名天顯，號道甫，小名阿爽，洋人稱之「爽官」（Samqua）。清朝著名买办、颇具争议性的政治人物。有些書籍稱之為吳天垣，有誤，吳天垣是吳天顯之弟。

## 生平
乾隆五十六年（1791年），吳健彰出生在毗邻澳门的廣東省香山县前山翠微村（今屬珠海市）。早年在澳门、廣州以販雞為業，市井人稱之“賣雞爽”，后来进入广州波斯洋行当仆役，由于能说流利的英语，升为管事，逐渐致富。
1832年，吳健彰在广州西濠口宝顺大街開設同順行，为广州十三行之一。鸦片战争结束后，1843年，广州重新开放，吳健彰經營茶葉貿易，1844年又投資美商旗昌洋行，为大股东之一。
1843年五口通商以后，广州已经失去一口通商的优势，中国贸易中心呈现向上海转移的趋势。1845年，吳健彰离开广州，携巨款到上海，担任买办，与英美商人的怡和洋行、旗昌洋行和宝顺洋行均建立起密切的业务联系，販賣鸦片致富。
道光二十七年（1847年），吳健彰捐納白銀五十萬兩，獲授候补道员。1848年青浦教案发生，吳健彰参与查办，由于其英语流利，熟悉外国人，被清廷和英美领事认为是“通夷之才”。当时，上海道台麟桂面临外人要求设立或扩展租界的交涉。1848年11月27日，上海英租界向西扩展。同年允诺美国在虹口开辟租界。1849年4月6日，又划定法租界界址。此后麟桂离职，吳健彰出任蘇松太道道台（上海道台），又兼江海關監督。
吳健彰在任上重用广东同乡，其警卫、衙役皆为广东籍，广东帮在上海势力迅速膨胀。而秘密会社小刀會领袖劉麗川亦得利用同乡关系，在其中大量发展小刀会成员。咸丰三年（1853年），太平天国占领金陵后，吴健彰大量招募粤勇，防卫上海。然而当时太平军并未进攻上海，清廷下令解散团练，于是小刀会计划起事。起事的日期则选择在道署中巨款运走之前的9月7日（八月初五）祭孔典礼之时。小刀會在上海起事，迅速占领上海县城。上海知縣袁祖德被杀。吳健彰被俘后，不愿加入起义，曾欲自杀，而小刀會领袖劉麗川及占据优势的广东帮念及同乡情谊，未将吳健彰处死 ，而是监禁于广东会馆。美国驻华公使马沙利设法援救吳健彰，劉麗川表示保证吳的安全。9月9日，吳健彰戲劇性化装攀城牆出城，躲进北门外美南浸信會傳教士晏瑪太的教堂 。
吴健彰逃入租界後，为征收关税，他曾在浦东陆家嘴、苏州河北岸和闵行镇、白鹤渚设立临时海关，但遭外国官商抵制，形同虚设。1854年4月3日，英美租界军队与清军发生了泥城之战，清军大败。次日吴健彰拜访英国领事馆，表示希望共同對抗小刀会。6月29日，吴健彰与英、美、法三国领事达成协议，由英国人威妥玛、美国人贾流意（Lewis Carr）、法国人史亚实（Arthur Smith）为司税，组成关税管理委员会，从此江海关由外国人管理。7月11日，吴健彰被参「通夷養賊」而革职。
咸丰六年（1856年） ，两广总督协办大学士叶名琛奉上谕派员查抄吴健彰原籍家产。咸丰九年（1859年），吳健彰告病还乡，营造占地17亩的棣园，同时捐地225亩置义田，并出资铺筑宽2公尺、长2000余公尺的翠微石板街 。1866年（同治五年）7月在家乡病卒。 
电影《小刀会》中，吳健彰作为反面角色出现。